# مایکل مک‌الاتون
مایکل مک‌الاتون (انگلیسی: Michael McElhatton؛ زادهٔ ۱۲ سپتامبر ۱۹۶۳) بازیگر و نویسنده اهل ایرلند است.
از فیلم‌ها و مجموعه‌های تلویزیونی‌ای که وی در آن نقش داشته‌است، می‌توان سایه تاریکی، آلبرت نابز، مرگ یک ابرقهرمان، تایتانیک: خون و فولاد، بطری بازی، سقوط، نورم از شمال، وقفه، مو خشک‌کن و پنجاه مُردهٔ متحرک را نام برد. مک‌الاتون همچنین در مجموعه تلویزیونی بازی تاج‌وتخت در نقش روس بولتون بازی کرد.